# 에빌 나이벨

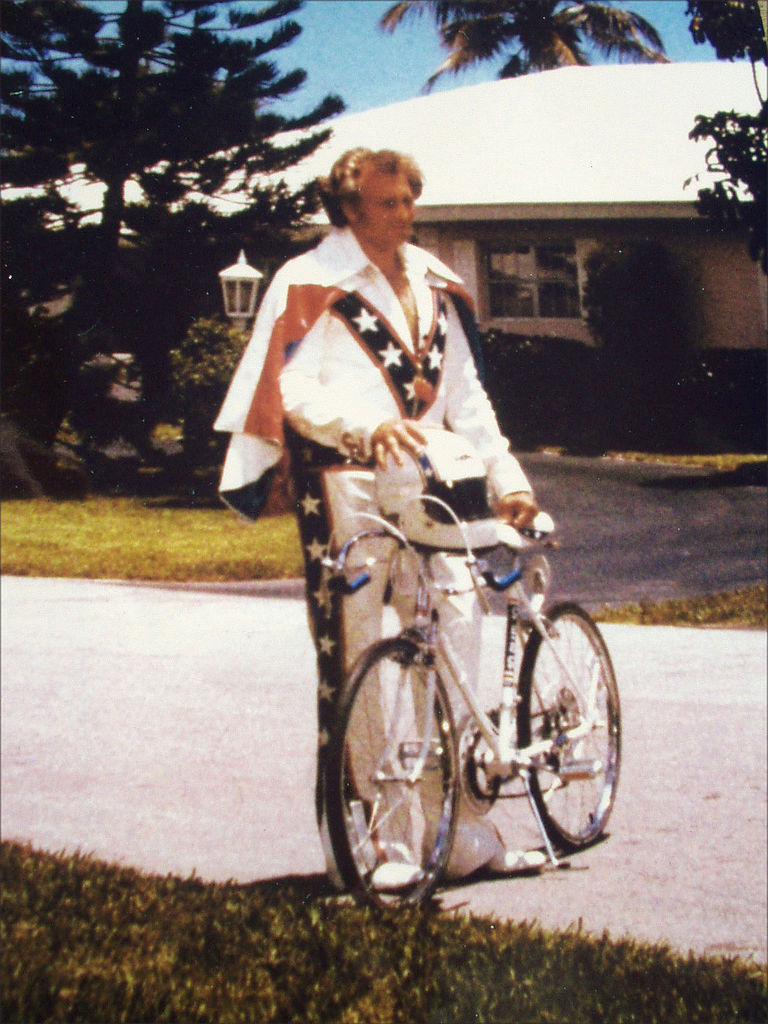

로버트 크레이그 나이벨(Robert Craig Knievel, 1938년 10월 17일 ~ 2007년 11월 30일) 또는 에빌 나이벨(Evel Knievel)는 미국의 스턴트 배우, 엔터테이너, 화가, 배우, 영화배우이다.
뷰트에서 태어났으며 클리어워터에서 사망하였다.

## 영화
- 스턴트맨의 음모 (1977년)